# Eugenio Colorni
Eugenio Colorni (* 22. April 1909 in Mailand; † 30. Mai 1944 in Rom) war ein Philosoph und italienischer Politiker. Mit Altiero Spinelli und Ernesto Rossi war er 1941 Mitverfasser des Manifest von Ventotene, eines frühen Dokuments des europäischen Föderalismus.

## Familie
Colorni entstammte einer italienischen Familie jüdischer Herkunft. Sein Vater Albert war ein in Mantua geborener Kaufmann. Seine Mutter Clara Pontecorvo stammte aus Pisa. In seiner Jugend wurde er sehr beeinflusst von Sozialisten und Zionisten. Im Jahr 1926 studierte er an der Fakultät der Künste und der Philosophie in Mailand. 1930 näherte er sich einer Gruppe von „Recht und Freiheit“ in Mailand. 1931 unternahm er eine Studienreise nach Berlin. Dort lernte er die junge Berliner Jüdin Ursula Hirschmann, eine Schwester von Albert O. Hirschman kennen, die er 1935 heiratete und mit der er drei Töchter (Silvia, Renata und Eva) hatte. Ab 1931 begann er, Berichte und Artikel in Zeitschriften u. a. für Philosophie zu schreiben. Zwischen 1932 und 1933 war er an der Philipps-Universität Marburg tätig, kehrte aber nach dem Aufkommen des Nationalsozialismus nach Italien zurück. Im Jahre 1933 beendete er seine Arbeit auf die „Philosophie der Jugend“ von Leibniz und er gewann ein Wettbewerb für die Lehre der Geschichte und Philosophie. Im Jahr 1934 wurde er auf einen Lehrstuhl für Philosophie und Pädagogik am „Institut Carducci Master of Triest“ berufen.

## Politik
Seit 1935 intensivierte Colorni sein politisches Engagement vor allem im antifaschistischen Lager. Ab  den Verhaftungen der Turiner Gruppe von „Recht und Freiheit“ im Mai 1935 hatte er Kontakt mit dem Sozialisten in Mailand. Im April 1937 wurde Colorni nach anderen Verhaftungen seiner sozialistischen Mitstreitern, einer der wichtigsten Führer. Unter verschiedenen Pseudonymen veröffentlichte er 1936 und 1937 wichtige Artikel über die Sozialpolitik. Am 8. September 1938 wurde Colorni in Triest als Jude und antifaschistischer Militant aufgedeckt und im Oktober verhaftet. Zuerst war Colorni in einem Gefängnis in Varese, nach ein paar Monaten wurde er zu fünf Jahren Haft verurteilt.

## Manifest von Ventotene
Neben seinen philosophischen Werken, betrachte Colorni seine Aufgabe, sich für ein föderales Parlament einzusetzen. Von Januar 1939 bis Oktober 1941 war er auf der Insel Ventotene inhaftiert, wo er mit der Philosophie und der Wissenschaft ein Eigenstudium fortsetzte. Intensiv diskutierte er mit seinen gleichdenkenden Freunden Ernesto Rossi, Manlio Rossi Doria und Altiero Spinelli. 
In dieser Zeit konnte er sich mit seinen europäisch-föderalistischen Ideen auseinandersetzen, die in erster Linie von Spinelli und Rossi entwickelt und bis 1941 fertig wurden. Da Colorni im Oktober 1941 aus der Haft entlassen wurde, konnte erst 1944 das von seiner Frau heimlich herausgebrachte Manifest von Ventotene mit einem Vorwort von Colorni als zusammenhängendes ganzes Manifest veröffentlicht werden. Vorher wurden nur Abschnitte, die irgendwie unter schwierigsten Bedingungen vervielfältigt wurden, in Rom als Flugzettel herausgegeben. Am 6. Mai 1943 floh er nach Rom, wo er versteckt als Flüchtling lebte.
Zwischen dem 27. und 28. August 1943 nahm Colorni in Mailand, beim Treffen zur Gründung der Movimento Federalista Europeo (MFE) mit Spinelli teil, der auch das Treffen organisiert hatte. Ab dem 8. September hatte Colorni eine sehr intensive Aktivität der Résistance in Rom. Am 28. Mai 1944, nur wenige Tage vor der Befreiung Roms durch die Alliierten, wurde Colorni von einer Patrouille Soldaten angehalten. Er versuchte zu fliehen, wurde aber eingeholt und durch drei Schüsse sehr schwer verletzt.
Eugenio Colorni starb am 30. Mai 1944 unter der falschen Identität des Franco Tanzi. Im Jahr 1946 wurde zu seinem Andenken die Goldmedaille für militärische Tapferkeit nach ihm benannt. Seine Frau Ursula Hirschmann heiratete später in zweiter Ehe Altiero Spinelli. Colornis Tochter Eva Colorni war als Wirtschaftswissenschaftlerin tätig und mit Amartya Sen verheiratet.

## Quelle
- HP-Eugenio Colorni (Memento vom 16. November 2011 im Internet Archive) Übersetzung. Etwas tiefer scrollen und auf Wort: Biografie klicken.
- bessere größere Übersetzung für Eugenio Colorni Bitte auf „Vita e Bibliografia“ klicken.